# Коктел бенд
Коктел бенд је музичка поп група настала у Београду 1997. године. Ова група освојила је велики број награда и признања за своја дјела и музичко-умјетничко стваралаштво.
Бенд је, до данас објавио 12 албума, плоча, цд-ова, носача звука или синглова као и велики број видео материјала, записа, трајних сњимака и видео спотова.
Коктел бенд учествовао је на више фестивала локалног и интернационалног типа. Овај састав био је један од водећих састава у земљи, сњимили су пуно лијепих пјесама: „Од сумрака до свитања”, „Снежна краљица”, „Минђуше”, „Пет пара”, а са пјесмом „Злочин” побјеђују на фестивалу Бања Лука 2002. године.
Од 2005. године пјевачица бенда Катарина Сотировић наставља самосталну каријеру и са њима свој солистички албум. Шеф бенда Бојан Јеремић остаје у групи као продуцент и композитор и са
њима неколико албума до данас. Сарадња са групом престаје прије двије године. Данас су удружили снаге под називом „Коктел Балкан” и заједно са пјевачицом Катарином Сотировић наступали су на Беовизији 2018. са пјесмом „Зато”.
Чланови бенда: Зоран Златановић - вокал и гитара, Бојан Јеремић - гитара, Јеллена - вокал, Катарина Сотировић - вокал, Ана Стојанчићевић - вокал, Жана Пријић - вокал, Саша Шарвари - бубнјеви и перкусије, Ђорђе Ковачевић - вокал и клавијатуре, Љубиша Павловић - бас гитара.

## Фестивали
- Бојана, '92

Сунчане скале, Херцег Нови:
- Све (вокал Јелена Ристић Штефанец - Јеллена), 2000.
- Изгуби срце (вокал Катарина Каћа Сотировић), 2002.
- Изгубићу главу (вокал Катарина Каћа Сотировић), 2003.
- Ко зна (вокал Катарина Каћа Сотировић), 2004.
- Мрак песма (вокал Жана Пријић), 2006.

Пјесма Медитерана, Будва:
- Аморе (вокал Јелена Ристић Штефанец - Јеллена), 2000.
- Далеко ти срећа (вокал Катарина Каћа Сотировић), 2001.

Зрењанин:
- Од сумрака до свитања (вокал Катарина Каћа Сотировић), 2002.
- Лажи (вокал Жана Пријић), 2006.

Бања Лука:
- Злочин (вокал Катарина Каћа Сотировић), (Вече забавне музике), победничка песма, 2002.

Беовизија:
- Грми, сева (вокал Катарина Каћа Сотировић), 2004.
- Минђуша (вокал Катарина Каћа Сотировић), 2005.
- Ватрена (вокал Жана Пријић), 2006.

Европесма / Европјесма:
- Минђуша (вокал Катарина Каћа Сотировић), 2005.

Радијски фестивал, Србија:
- Боје (вокал Жана Пријић), 2005.
- Безобразна (вокал Жана Пријић), 2006.
- Пре кише, 2008

Гранд фестивал:
- Другарице (вокал Жана Пријић), 2006.
- Заведи ме, 2012.
- Бело, 2014.

Врњачка Бања:
- Види, мала, награда за аранжман, 2009.